# Walter Ratzek

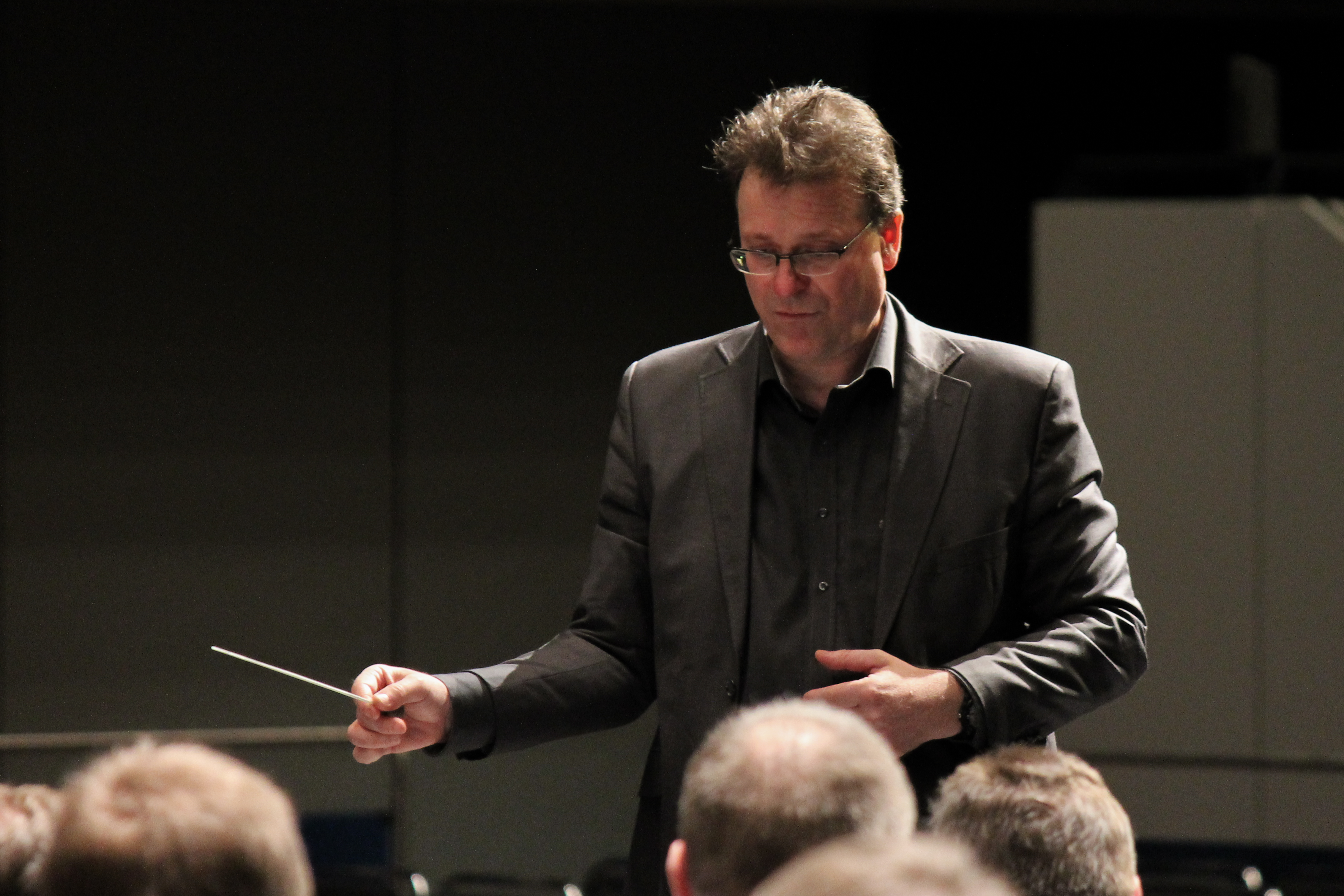
Walter Ratzek (2014)

Walter Ratzek (* 1960 in Offenau) ist ein deutscher Kapellmeister und ehemaliger Soldat. Zuletzt bekleidete er den Rang eines Oberstleutnants und leitete das Stabsmusikkorps der Bundeswehr in Berlin.

## Ausbildung
Von früher Kindheit an widmete er sich dem Klavier und später auch der Querflöte. Nach seinem Abitur trat er 1979 in Stuttgart in das Heeresmusikkorps 9 der Bundeswehr ein. Von 1980 bis 1985 studierte er dann Kapellmeister, Dirigieren bei Professor Wolfgang Trommer und Klavier in der Klasse José Luis Prado an der Robert Schumann Hochschule für Musik Düsseldorf. Er schloss sein Studium 1985 als Diplom-Kapellmeister ab.

## Beruf
Im Anschluss war er bis 1987 zweiter Musikoffizier beim Gebirgsmusikkorps 8 in Garmisch-Partenkirchen, danach zweiter Musikoffizier des damaligen Stabsmusikkorps der Bundeswehr (heute Musikkorps der Bundeswehr) sowie Leiter des dortigen Kammerorchesters. In den Jahren 1989 bis 1995 leitete er das Heeresmusikkorps 2 in Kassel. Anschließend wurde ihm die Leitung des Ausbildungsmusikkorps der Bundeswehr übertragen. Im Oktober 2001 wurde er Nachfolger von Michael Schramm als Leiter des Musikkorps der Bundeswehr, der seinerseits die Nachfolge von Oberst Georg Czerner als Chef des Militärmusikdienstes der Bundeswehr antrat.
Im November 2012 trat Walter Ratzek seinen Dienst als Leiter des Stabsmusikkorps der Bundeswehr in Berlin an. Nachfolger im Musikkorps der Bundeswehr wurde Oberstleutnant Christoph Scheibling. 
Nach gut eineinhalb Jahren verließ Walter Ratzek das Stabsmusikkorps der Bundeswehr bereits im Juli 2014. Nach 35 Dienstjahren feierte er seinen Abschied aus dem Militärmusikdienst der Bundeswehr und übergab zeitgleich das Dirigat an Oberstleutnant Reinhard Kiauka. 
Daneben ist Walter Ratzek international als Pianist, Gastdirigent und Workshopleiter tätig. Er war auch an mehr als 20 CD-Produktionen beteiligt. 1991 war er Gründungsmitglied des Sinfonischen Blasorchesters Hessen. Von 2002 bis 2012 war er Präsident der deutschen WASBE-Sektion, seit 2003 ist er Dirigent der Deutschen Bläserphilharmonie.
Von 2016 bis 2020 war Ratzek Professor für Blasorchesterleitung am Konservatorium „Claudio Monteverdi“ Bozen.